# Vincenzo Costaguti
Vincenzo Costaguti (ur. w 1612 w Rzymie, zm. 6 grudnia 1660 tamże) – włoski kardynał.

## Życiorys
Urodził się w 1612 roku w Rzymie, jako syn Prospera Costagutiego i Paoli Costy (jego przyrodnim bratem był Giambattista Costaguti). Po studiach uzyskał doktorat utroque iure, a następnie został protonotariuszem apostolskim, regentem Kancelarii Apostolskiej, referendarzem Najwyższego Trybunału Sygnatury Apostolskiej i wicelegatem w Ferrarze. 13 lipca 1643 roku został kreowany kardynałem diakonem i otrzymał diakonię Santa Maria in Portico. W okresie 1648–1651 był legatem w Urbino. 19 lipca 1660 roku został podniesiony do rangi kardynała prezbitera i otrzymał kościół tytularny San Callisto. Zmarł 6 grudnia tego samego roku w Rzymie.